# Dobermann (filme)
Dobermann é um filme francês de 1997, dirigido por Jan Kounen e estrelado por Vincent Cassel.

## Enredo
O carismático criminoso Dobermann (Vincent Cassel), que teve sua primeira arma quando foi batizado, lidera uma gangue de ladrões brutais, com sua bela namorada surda Nat the Gypsy (Monica Bellucci). Depois de um complexo e brutal assalto a banco, eles estão sendo caçados pela polícia de Paris. A caçada é liderada pelo sádico policial Christini (interpretado por Tchéky Karyo), que tem apenas um objetivo: pegar Dobermann. A qualquer custo.

## Elenco
- Vincent Cassel como Dobermann
- Monica Bellucci como Nat the Gypsy
- Tchéky Karyo como Christini